# نورت دام ديس مونتس (كيبك)
نورت دام ديس مونتس (بالإنجليزية: Notre-Dame-des-Monts, Quebec)‏ هي بلدية محلية في كيبيك تقع في كندا في Charlevoix-Est Regional County Municipality. يقدر عدد سكانها بـ 815 نسمة ومساحتها 57.50 كم2 ,و يتكلمون باللغة الفرنسية .